# Lerik
Lerik is een stad in Azerbeidzjan en is de hoofdplaats van het district Lerik.
De stad telt 7.301 inwoners (13-04-2009).

## Geboren
- Babi Badalov (1959), beeldend kunstenaar en dichter